# Brotheas cataniapensis
Espèce
Brotheas cataniapensis est une espèce de scorpions de la famille des Chactidae.

## Distribution
Cette espèce est endémique d'Amazonas au Venezuela. Elle se rencontre vers Atures.

## Étymologie
Son nom d'espèce, composé de cataniap[o] et du suffixe latin -ensis, « qui vit dans, qui habite », lui a été donné en référence au lieu de sa découverte, le río Cataniapo.

## Publication originale
- González-Sponga, 1997 : Aracnidos de Venezuela. Tres nuevas especies de escorpiones de la region Amazonica-Guyanesa (Buthidae : Chactidae). Memoria de la Sociedad de Ciencias Naturales La Salle, vol. 57, no 148, p. 55-69.